# پنکه سقفی

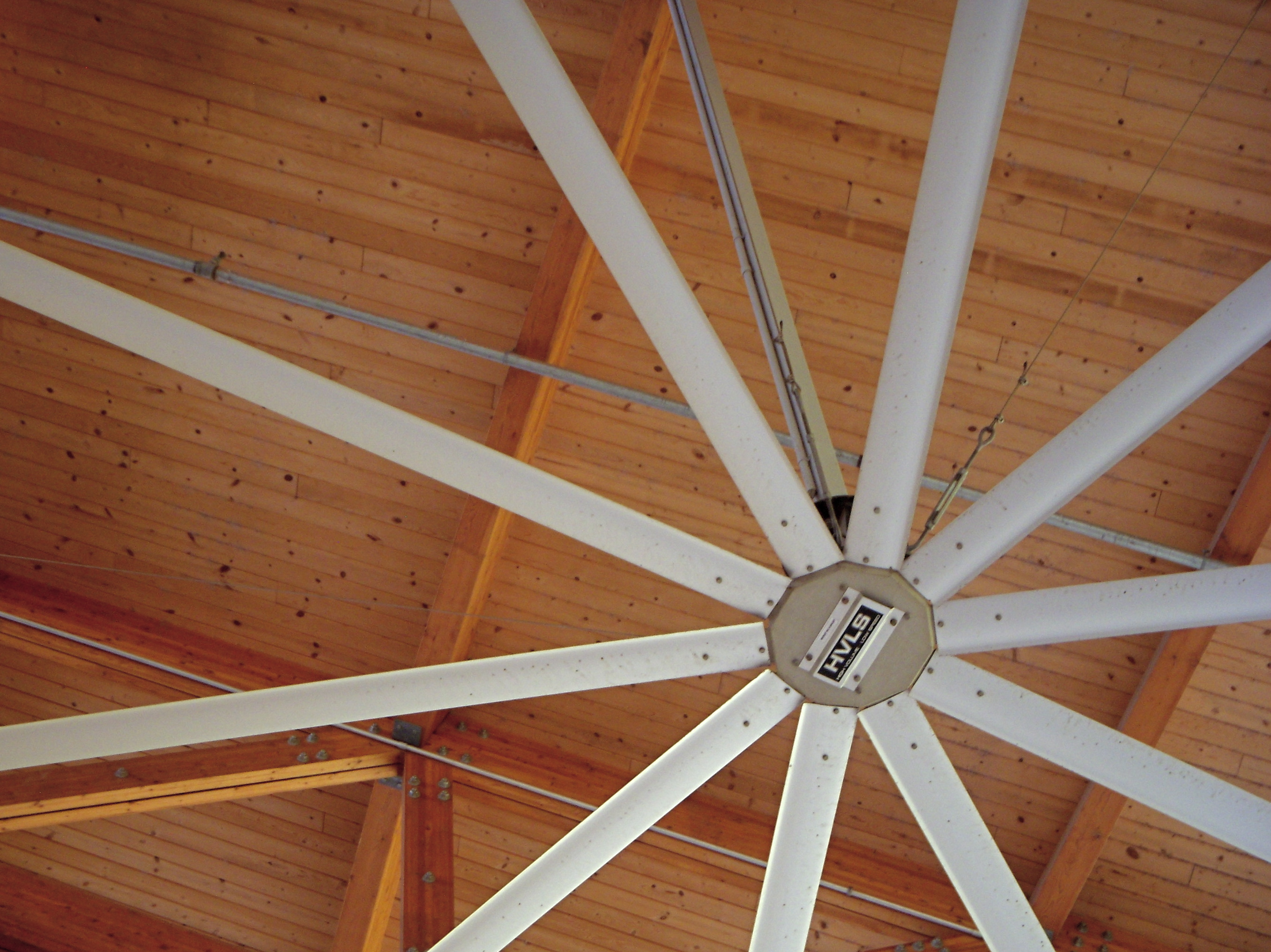
نمایی از یک‌نوع پنکه سقفی مدل «HVLS»

پنکه سقفی نوعی فن است که با نیروی الکتریکی و معمولاً به صورت نصب مایی اشده در سقف اتاق‌ها مورد استفاده قرار می‌گیرد. حرکت پنکه سقفی به صورت دورانی است. از پنکه‌های سقفی در مناطقی که امکان استفاده از کولر آبی کم است، استفاده بیشتری می‌شود. همچنین بسیاری از پنکه‌های سقفی به عنوان چراغ نیز عمل می‌کنند که نیازی به چراغ‌های سقفی دیگری نباشد.
پنکه سقفی با افزایش سرعت هوا به طرز مؤثری افراد را خنک می‌کند. پنکه برخلاف تجهیزات تهویه مطبوع، دمای هوا یا رطوبت نسبی را کاهش نمی‌دهد، بلکه با کمک به تبخیر عرق و افزایش تبادل گرما از طریق همرفت، اثر خنک‌کننده ایجاد می‌کند. پنکه مقدار گرما اندکی را به اتاق اضافه می‌کند که عمدتاً ناشی از گرمای اتلاف موتور و تا حدی اصطکاک است. پنکه به‌طور قابل توجهی انرژی کمتری نسبت به تجهیزات تهویه مطبوع مصرف می‌کند؛ زیرا خنک کردن هوا از نظر ترمودینامیکی گران است.

## تاریخچه
اولین پنکه‌های سقفی چرخشی در اوایل دهه ۱۸۶۰ و ۱۸۷۰ در ایالات متحده پدید آمد و به‌جای تغذیه از موتور برقی، از جریان آب، توأم با یک توربین، برای به حرکت درآوردن پنکه استفاده می‌شد که سیستمی از تسمه‌ها، پره‌های این پنکه‌های دو پره‌ای را می‌چرخاند. این سیستم‌ها می‌توانستند چندین واحد پنکه را در خود جای دهند؛ به همین دلیل در فروشگاه‌ها، رستوران‌ها و ادارات محبوب شدند. برخی از این سیستم‌ها تا امروز باقی مانده‌اند و می‌توان آن‌ها را در بخش‌هایی از جنوب ایالات متحده مشاهده کرد.
پنکه سقفی برقی در سال ۱۸۸۲ توسط فیلیپ دیل (Philip Diehl) اختراع شد. او موتور برقی مورد استفاده در اولین چرخ خیاطی سینگر را مهندسی کرده بود و در سال ۱۸۸۲ آن موتور را برای استفاده در پنکه سقفی تطبیق داد. هر پنکه دارای یک واحد موتور مستقل خود بود، بدون اینکه نیازی به تسمه محرک داشته باشد.